# Niederkassel
Niederkassel er en by i Tyskland i delstaten Nordrhein-Westfalen med cirka 35.000 indbyggere. Den ligger i kreisen Rhein-Sieg-Kreis, cirka 10 km nordvest for Bonn og 15 km sydøst for Köln.